# Francisco Jubany
Francisco Jubany y Carreras (1787-1852) fue un pintor español.

## Biografía
Nacido en Barcelona en 1787, fue discípulo de las enseñanzas de la Casa Lonja de su ciudad natal. En 1811, perteneciendo a la Milicia urbana, fue hecho prisionero en el asalto de Tarragona la víspera de San Pedro y conducido a Francia, donde residió cerca de cuarenta años, especialmente en Lyon, donde habría formado a numerosos discípulos. Habiendo quedando vacante la plaza de profesor de dibujo y pintura de flores en la Escuela de Bellas Artes de Barcelona, la ganó por oposición Jubany, logrando ser propuesto al Gobierno en el primer lugar de la terna; pero antes de que recayese la aprobación oficial, murió en Barcelona en la madrugada del 11 de junio de 1852, a la edad de sesenta y cinco años.
En palabras de Ossorio y Bernard, Francisco Jubany era «hábil conocedor de todos sus géneros, sobresalía particularmente en las pinturas histórico-filosóficas, en el paisaje y en las flores, que dibujaba con grande primor, imitando perfectamente la naturaleza». En el Museo provincial de Barcelona se conservaba un florero de su mano; otras obras suyas de igual género figuraron en diferentes exposiciones públicas, y los amigos del pintor conservaban en su momento no pocas de su mano.